# Selen
Selen (forkortes Se) er et grundstof med atomnummer 34.
Selen er et giftigt ikkemetal, der kemisk er i familie med svovl og tellur. Det findes i adskillige former, men en enkelt form er en stabil, metalagtig form, der leder strøm bedre i lys end i mørke, og som derfor bruges i fotodetektorer. Grundstoffet findes i svovlårer såsom pyrit.
Selen (Græsk σελήνη selene, der betyder "Måne") blev opdaget af i 1818 af Jakob Berzelius, som bemærkede ligheden med tellur (af latin; tellus for "Jord").
Det blev bl.a. anvendt ved produktionen af den første solcelle i 1876.
Selen og selensalte er giftige i store mængder. Derimod er organiske selenforbindelser, med udgangspunkt i selenocystein, vigtige for cellernes funktion i mange organismer – herunder mennesker og dyr.

## Forskellige kemiske grundstof gitterstrukturer (allotropi)
Grundstoffet selen kan danne flere forskellige kemiske grundstof gitterstrukturer:
- Sort selen - irregulært, atomringe på op til 1000 selen atomer. Konverterer til gråt selen over 180 °C.
- Gråt selen
- Rødt selen

## Anvendelser

### Solceller
Selen blev anvendt som den fotoabsorberende lag i verdens første solcelle, som blev demonstreret af den engelske fysiker William Grylls Adams og hans studerende Richard Evans Day i 1876. Kun få år senere fabrikerede Charles Fritts den første tyndfilmssolcelle, hvor selen blev anvendt som fotoabsorberen. Interessen for selen solceller aftog i 1950'erne, da den første silicium solcelle blev demonstreret, og som et resultat heraf forblev den højeste demonstrerede virkningsgrad på 5.0% fra Tokio Nakada og Akio Kunioka uændret i mere end 30 år. I 2017 opnåede forskere fra IBM en ny rekordhøj effektivitet på 6.5% ved at designe en ny struktur af lagene i solcellen. Efter dette fremskridt har selen oplevet en fornyet interesse i forskningen, da det høje optiske båndgab på 1.95 elektronvolt gør selen til en mulig kandidat som et af de to fotoabsorberende lag i en tandemsolcelle. I 2024 blev den første selenbaserede tandem-solcelle demonstreret, hvor en selen topcelle blev monolitisk integreret med en silicium bundcelle. Dog er effektiviten stadig begrænset, primært på grund af et stort tab i åbenkredsspændingen. Nyere teoretiske studier baseret på førsteprincip-beregninger af defekter har vist, at selen udviser en iboende tolerance over for punktdefekter, hvilket antyder, at interfaces og udvidede defekter er de primære begrænsende faktorer for enhedens ydeevne. Teoretiske studier baseret på DFT-beregninger af defekter i selen har vist, at materialet er tolerant over for både intrinsiske punktdefekter og en lang række urenheder, hvilket antyder, at grænseflader og højere-dimensionelle defekter er de primære begrænsende faktorer for enhedens ydeevne. Ved at forbedre levetiden af ladningsbærerne i selen tyndfilmen kan åbenkredsspændingen forbedres, men indtil videre er der kun få eksempler på afprøvede teknikker for at mindske defekter i krystalstrukturen, herunder at krystallisere tyndfilmen ved hjælp af en laser i stedet for en termisk varmebehandling.